# Wilhelm II. (Württemberg)

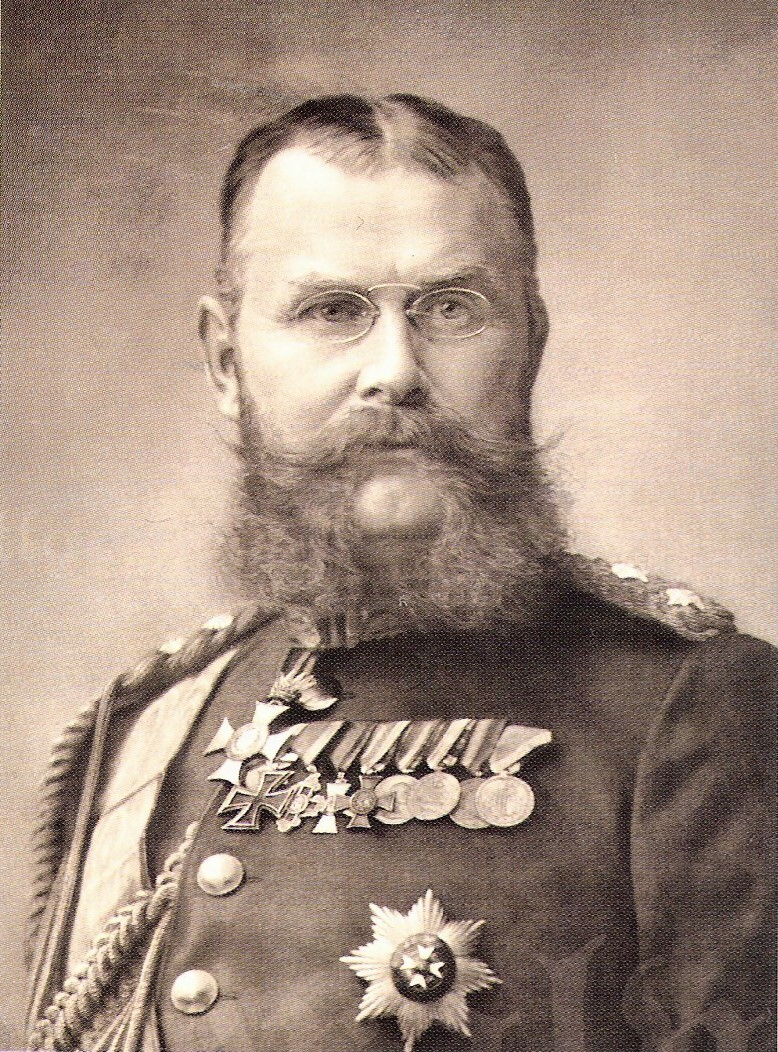
König Wilhelm II. von Württemberg, auf einer offiziellen Porträtfotografie von Theodor Andersen (1892)

Monogramm Wilhelms II.

Wilhelm II. von Württemberg (* 25. Februar 1848 in Stuttgart; † 2. Oktober 1921 auf Schloss Bebenhausen), geboren als Prinz Wilhelm Karl Paul Heinrich Friedrich, war von 1891 bis 1918 König von Württemberg. Er war der vierte und letzte Monarch des Königreichs Württemberg.

## Leben

### Kindheit und Jugend
Prinz Wilhelm wurde als Sohn des Prinzen Friedrich von Württemberg und dessen Gemahlin Prinzessin Katharina von Württemberg, einer Tochter von König Wilhelm I. von Württemberg, geboren. Er war das einzige Kind seiner Eltern und wurde nach der absehbaren Kinderlosigkeit von König Karl und Königin Olga für die Aufgaben eines Thronfolgers erzogen. Während der Jahre seiner Kindheit und Jugend wuchs er bei seinen Eltern im Prinzenbau auf.
Ab dem Alter von sechs Jahren hatte Prinz Wilhelm Privatunterricht, wobei der Schwerpunkt auf das Erlernen von Sprachen, Geschichte und Religion gelegt wurde. Obwohl schon 1862 zum Leutnant der Württembergischen Armee ernannt, begann erst nach seiner Konfirmation 1863 die eigentliche militärische Erziehung bei Hauptmann Karl Linck, dem späteren Generalleutnant Karl von Linck (1825–1906).

### Studium und Kriegsdienst
Im Herbst 1865 begann Prinz Wilhelm an der Eberhard Karls Universität Tübingen ein Studium der Rechtswissenschaften, Staatswissenschaften und Nationalökonomie. Er war zum Studium zusammen mit Herzog Wilhelm Eugen von Württemberg angetreten.
Im Preußisch-Österreichischen Krieg nahm Prinz Wilhelm als Leutnant des Ulanen-Regiments teil. Obwohl er am 24. Juli 1866 im Gefecht bei Tauberbischofsheim nicht direkt beteiligt war, sondern bei der württembergischen Felddivision im Hauptquartier des Kriegsministers Generalleutnant Oskar von Hardegg Dienst tat, geriet er am Morgen auf einer Anhöhe in einen feindlichen Kugelhagel. Einer der begleitenden Offiziere neben ihm sank tödlich getroffen vom Pferd. Dieses Erlebnis begründete seine eigentlich distanzierte Einstellung zum Kriegswesen. Im Herbst 1866 setzte Prinz Wilhelm sein Studium an der Georg-August-Universität Göttingen fort und kehrte im Herbst 1868 an die Universität in Tübingen zurück.

### Studentenverbindungen
1867 war Wilhelm im Corps Bremensia Göttingen aktiv geworden. Im Wintersemester 1868/69 verkehrte er beim Corps Suevia Tübingen. Suevia verlieh ihm im Dreikaiserjahr das Band. Regelmäßig besuchte er die Veranstaltungen des 1886 gegründeten Alt-Herren-Vereins für Württemberg und Hohenzollern. Nach der Thronbesteigung übernahm er auch offiziell das Protektorat über den AHV. Im vertrauten Kreis der alten Corpsstudenten fühlte er sich besonders wohl. Von seinem Humor zeugt das Lied, das er sich auszubitten pflegte (aus Warum sollt im Leben):
Möchte mich berauschen,

Nicht mit Fürsten tauschen

Und im Wahne selbst

Nicht König sein ...

### Laufbahn beim Militär
Im Frühjahr 1869 ging Prinz Wilhelm als Oberleutnant nach Potsdam, begleitet vom königlichen Adjutanten Graf Ferdinand von Zeppelin. Er trat am 1. April 1869 ins 1. Garde-Regiment zu Fuß der Preußischen Armee ein. Am 1. April 1870 wurde er als Rittmeister ins Garde-Husaren-Regiment versetzt. Seit Juli 1870 war Prinz Wilhelm im Einsatz beim Deutsch-Französischen Krieg. Er hatte im Stab des preußischen Kronprinzen Friedrich Wilhelm  bei der 3. Armee jedoch keine direkte militärische Funktion. Einschneidend empfand Prinz Wilhelm die herben Verluste der Württemberger in der Schlacht bei Villiers, wobei ihn der Tod seiner Freunde Erich und Axel von Taube besonders erschütterte. Bei der Kaiserproklamation in Versailles am 18. Januar 1871 war er persönlich anwesend. Seinen Dienst bei der preußischen Armee in Potsdam beendete er 1875 im Rang eines Oberstleutnants und kehrte nach Stuttgart zurück, wo ihm von König Karl der Charakter eines Obersts verliehen wurde. Bei der württembergischen Armee war er von 1877 bis 1882 Kommandeur der 2. Kavallerie-Brigade in Stuttgart und schied im Rang eines Generalmajors der Kavallerie aus dem aktiven Dienst aus, blieb jedoch württembergischer Offizier der Reserve und erhielt weitere Rangverbesserungen. Am 6. Dezember 1883 erfolgte die Ernennung zum Generalleutnant und am 24. September 1888 zum General der Kavallerie. Sein letzter Rang im Deutschen Heer während des Ersten Weltkriegs war pro forma der eines preußischen Generalfeldmarschalls, der ihm von Kaiser Wilhelm II. zum 25. Thronjubiläum im Oktober 1916 verliehen wurde.

### Württembergischer Thronfolger
Seit dem Jahr 1870 war Wilhelm als Prinz des königlichen Hauses bis zu seiner Thronbesteigung im Jahre 1891 Mitglied in der württembergischen Kammer der Standesherren. Er ließ sich dort oft durch andere Mitglieder der Kammer vertreten, nahm aber auch persönlich an den Sitzungen teil.
Nachdem König Karl in den letzten Jahren seiner Regentschaft amtsmüde geworden war, übernahm der junge Prinz Wilhelm an seiner statt Repräsentationsverpflichtungen.

### Erste Ehe

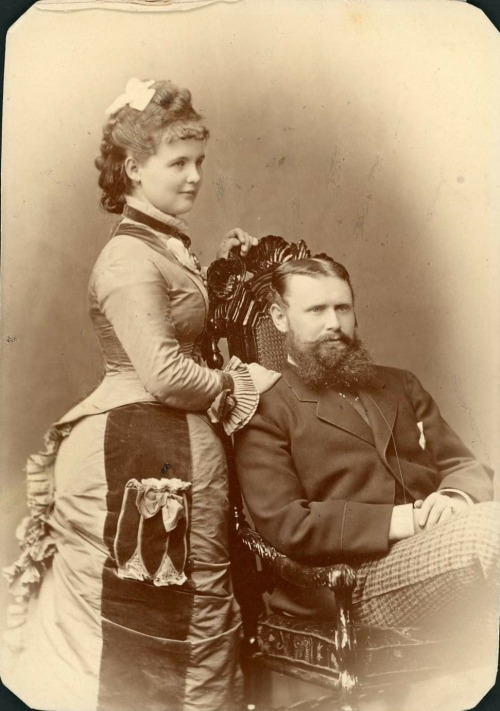
Prinzessin Marie zu Waldeck und Pyrmont

Im Jahr 1877 heiratete Prinz Wilhelm Prinzessin Marie zu Waldeck und Pyrmont. Diese Eheverbindung mit einem kleinen Fürstenhaus, eine Neigungsheirat, traf in Württemberg auf wenig Begeisterung.
Das Paar hatte drei Kinder, von denen zwei nicht über das Säuglingsalter hinaus kamen. Lediglich die Tochter Prinzessin Pauline (1877–1965) wurde erwachsen und später die Gemahlin von Fürst Friedrich zu Wied (1872–1945). Der Sohn Prinz Ulrich (*/† 1880) starb schon in seinem Geburtsjahr im Alter von fünf Monaten. Der Tod ihres Sohnes Prinz Ulrich traf das Elternpaar als schweren Schicksalsschlag, dem für den Gemahl Prinz Wilhelm ein weiterer folgen sollte: Im April 1882 verstarb Prinzessin Marie während der Entbindung von ihrem dritten Kind, das bei seiner Geburt nicht lebensfähig war.

### Zweite Ehe

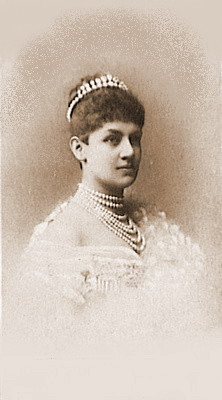
Charlotte zu Schaumburg-Lippe, Gemahlin Wilhelm II. und seit dessen Thronbesteigung Königin von Württemberg. Sie lebte bis zu ihrem Tod im Jahr 1946 auf Schloss Bebenhausen

Prinz Wilhelm heiratete 1886 in zweiter Ehe Prinzessin Charlotte zu Schaumburg-Lippe. Wieder fiel seine Wahl einer Gemahlin auf eine Aristokratin aus einer weniger bedeutenden Dynastie. Die Anfangsjahre dieser Ehe waren überschattet von Gerüchten, die Frau des Hofmarschalls Detlev von Plato wäre die Geliebte des Prinzen Wilhelm. Diese Gerüchte zogen derart weite Kreise, dass sich der Ministerpräsident Hermann von Mittnacht veranlasst sah, am 2. Juli 1886 ein Rundschreiben an die württembergischen Minister herauszugeben, in welchem sie dazu angehalten wurden, diesen Gerüchten entgegenzutreten, da sie haltlos wären.
Nach dem Umbau des Stuttgarter Wilhelmspalais zog das Prinzenpaar 1887 dort ein. Aus der Ehe mit Prinzessin Charlotte zu Schaumburg-Lippe gingen keine Kinder hervor. Daher wurde seit den 1890er Jahren Herzog Albrecht von Württemberg, der Spross einer katholischen Nebenlinie des Hauses Württemberg, als künftiger Thronfolger in die Regierungsgeschäfte eingeführt.

### Attentat auf den Thronfolger
Am 20. Oktober 1889 ereignete sich in Ludwigsburg ein Attentat. Der Rotgerbergeselle Martin Müller gab einen Schuss aus einer Pistole auf die vorbeifahrende Kutsche des Prinzen Wilhelm und seiner Tochter Pauline ab. Beide blieben dabei unverletzt. Es gelang der diensthabenden Wache, den Attentäter an Ort und Stelle zu verhaften. Das Geschehen fand in der zeitgenössischen Presse großen Widerhall, da es sich in eine Serie von Anschlägen einreihen ließ, die in der zweiten Hälfte des 19. Jahrhunderts immer wieder gegen die machthabenden Monarchen und Politiker vorkamen.

### König von Württemberg
Nach dem Tod von König Karl trat der Prinz 1891 als König Wilhelm II. die Regierung an. König Wilhelm II. pflegte eher den Lebensstil eines Großbürgers statt den eines Monarchen. Ohne Bewachung oder Begleitung ging er bis in die letzten Tage seiner Regierung in Stuttgart spazieren. Männer aus dem Bürgertum lud er zu Herrenabenden an seinen Wohnsitz im Wilhelmspalais ein.
Sein Regierungsstil war der eines Königs, welcher sich auf eine repräsentative Rolle beschränkte. Die eigentliche Koordinierung der Regierungsarbeit überließ er den Ministerpräsidenten, die den offiziellen Titel eines Präsidenten des Staatsministeriums führten. Die Gesetzesinitiative lag bei den beiden Kammern der Landstände, die jedoch keinen direkten Einfluss auf die Auswahl der Minister hatten. Wenn auch die Minister de jure nicht direkt vom Vertrauen des Landtags abhingen, so benötigten sie dennoch in Württemberg de facto auch den Rückhalt von dort. Den Leiter der Regierung bestimmte König Wilhelm II. gemäß der württembergischen Verfassung zwar selbst, berücksichtigte dabei jedoch stets auch die Stimmung im Landtag und benahm sich insgesamt wie ein moderner europäischer Monarch in einem demokratisierten und parlamentarischen Staat. Dadurch unterschied sich der württembergische König in Stuttgart sehr deutlich von seinem Namensvetter in Berlin, dem deutschen Kaiser und König von Preußen. Kaiser Wilhelm II. war bestrebt, die Demokratisierung von Staat und Gesellschaft zu blockieren und als pompöser Medienkaiser zu glänzen, König Wilhelm II. von Württemberg hingegen verstand sich als ein gekröntes Staatsoberhaupt mit demonstrativ geübter Bescheidenheit und Zurückhaltung. In den Anfangsjahren seiner Amtszeit beließ König Wilhelm II. den bewährten Ministerpräsidenten Hermann von Mittnacht, der bereits unter König Karl ins Amt gekommen war, an der Spitze seiner Regierung. Als Mittnacht jedoch zunehmend den Rückhalt im Landtag verlor, trat er 1900 offiziell aus Altersgründen vom Amt des Regierungschefs zurück. Von 1901 bis 1906 war Wilhelm von Breitling als Ministerpräsident tätig, in dessen Amtszeit wesentliche gesetzliche Fortschritte auf den Weg gebracht wurden, insbesondere auch die Verfassungsreform des Jahres 1906. Für Dienstboten und landwirtschaftliche Arbeiter im Lande führte die Regierung des Königs eine Krankenversicherung ein und die Steuern in Württemberg wurden erstmals nach dem tatsächlichen Einkommen der Bürger erhoben. Bevor König Wilhelm II. ein Gesetz unterzeichnete, ließ er sich genauestens über den Inhalt unterrichten. Eine sehr freundschaftliche Arbeitsbeziehung hatte der König auch mit seinem langjährigen Ministerpräsidenten Karl von Weizsäcker, für dessen Verdienste er ihn 1916 in den erblichen Freiherrenstand erhob. Der letzte diensttuende Generaladjutant des Königs war seit dem 5. Juli 1918 der General der Infanterie Friedrich von Graevenitz.
Dem Kaiser in Berlin stand König Wilhelm II. distanziert gegenüber, zumal er das Militärische zeitlebens nicht besonders schätzte, ließ jedoch keine oppositionelle Haltung gegenüber der Reichspolitik erkennen. Im Innern seines Königreichs stärkte er die Möglichkeiten der föderativen Ordnung zur Setzung eigener Akzente im Bereich der Verwaltung, bei den Finanzen und der Kulturpolitik. Am Hoftheater wurden Stücke gespielt, deren Aufführungen in anderen Ländern des Reiches verboten waren, wie die Werke von Frank Wedekind, bei deren Vorstellungen in Stuttgart der König und die Königin gemeinsam anwesend waren. In der Regierungszeit König Wilhelms II. wurde es dem Internationalen Sozialistenkongress von 1907 erlaubt, in Stuttgart zu tagen.
Ein Höhepunkt in der Regierungszeit Wilhelms II. war die 1912 erfolgte Eröffnung des neuen Opernhauses und des Schauspielhauses in Stuttgart. Die beiden Häuser des Stuttgarter Doppeltheaters standen zu der Zeit unter der Leitung des Generalintendanten Joachim Gans Edler Herr zu Putlitz und waren seither auch als Großes und Kleines Haus bekannt. Sie traten an die Stelle des 1902 abgebrannten Königlichen Hoftheaters.

### Die Bürger von Stuttgart
König Wilhelm II. galt seinen Bürgern als beliebter und volksnaher König. Noch heute werden gerne Geschichten erzählt, wie die Einwohner Stuttgarts ihren Monarchen beim Spaziergang mit seinen Hunden (zwei Deutsche Spitze) mit den Worten: „Grüß Gott, Herr König“, grüßten und Wilhelm II. als Erwiderung seinen Hut zog und den Kindern Süßigkeiten gab. So soll es auch keine Seltenheit gewesen sein, dass, wenn Kinder ihrem König begegneten, er von ihnen gefragt worden sei: „Keenich, hoscht mer nex?“ – Was sagen soll: „König, hast Du nichts für mich?“

### Abdankung und letzte Jahre
Der Ausbruch des Ersten Weltkriegs traf König Wilhelm II. schwer. Mit Tränen in den Augen verabschiedete er seine Truppen in Stuttgart. Bis 1918 gab es 508.482 württembergische Kriegsteilnehmer, was mehr als einem Fünftel der Bevölkerung des Königreichs entsprach. Davon fielen 71.641 württembergische Soldaten dem Krieg zum Opfer.
Ab Ende Oktober 1918 nahmen die Demonstrationen und Protestversammlungen gegen die bestehende Gesellschaftsordnung zu. Auch in Württemberg wurde die Beseitigung der Monarchie gefordert (→ Novemberrevolution). Nachdem am 9. November 1918 eine revolutionäre Menge ins Wilhelmspalais eingedrungen war, verließ König Wilhelm II. schließlich am Abend Stuttgart in Richtung Bebenhausen. Dass ihm in dieser Situation niemand beistand, verwand er nie. Am 30. November 1918 verzichtete er als letzter der Bundesfürsten auf die Krone und nahm den Titel eines Herzogs zu Württemberg an. Die provisorische Regierung sicherte ihm bereits am 29. November 1918 sehr entgegenkommenderweise zu, dass er neben einer jährlichen Rente von 200.000 Mark sowie einem lebenslangen Wohnrecht im Jagdschloss Bebenhausen das uneingeschränkte Verfügungsrecht über sein Privateigentum behalte. Die letzten Jahre verbrachte er in Bebenhausen und noch häufiger in Friedrichshafen.
Auch nach seiner Vertreibung und Abdankung stand der nunmehrige Herzog Wilhelm zum Corpsstudententum:

„Der Geist des deutschen Corpsstudententums, der Geist der Zusammengehörigkeit und der Treue wird einer der nützlichsten und notwendigsten Bausteine sein beim Wiederaufbau alles dessen, was jetzt zusammengebrochen ist.“

### Beisetzung

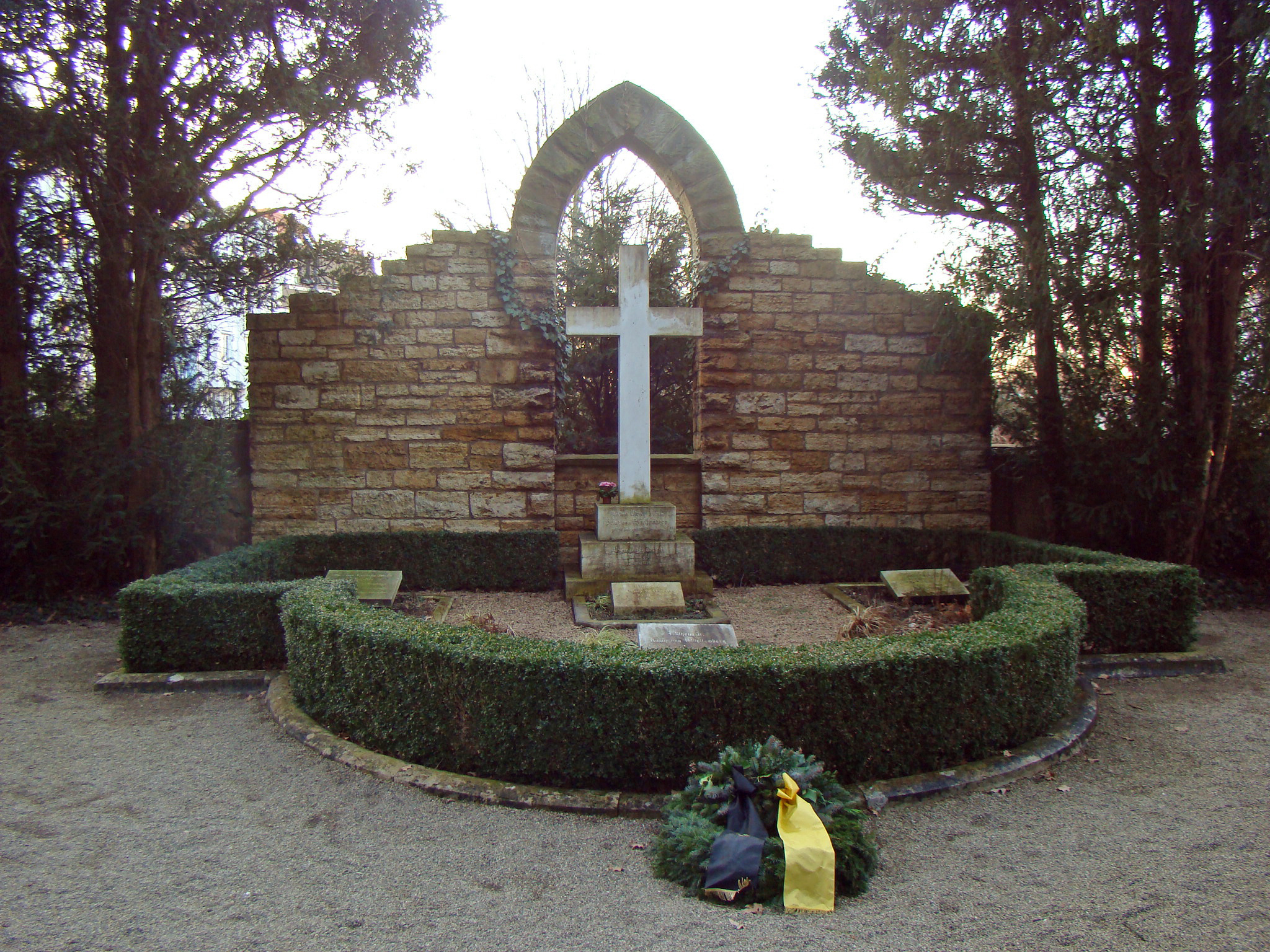
Grabstätte

Nachdem er am 2. Oktober 1921 in Bebenhausen gestorben war, wurde der Leichenzug, seinem letzten Wunsch entsprechend, um Stuttgart herumgeleitet. Auf dem Alten Friedhof in Ludwigsburg ließ sich Wilhelm II. an der Seite seiner ersten Frau und seines Sohnes in einem Erdgrab bestatten. In dieser Familiengrabanlage wurde 1946 auch seine zweite Frau beigesetzt.

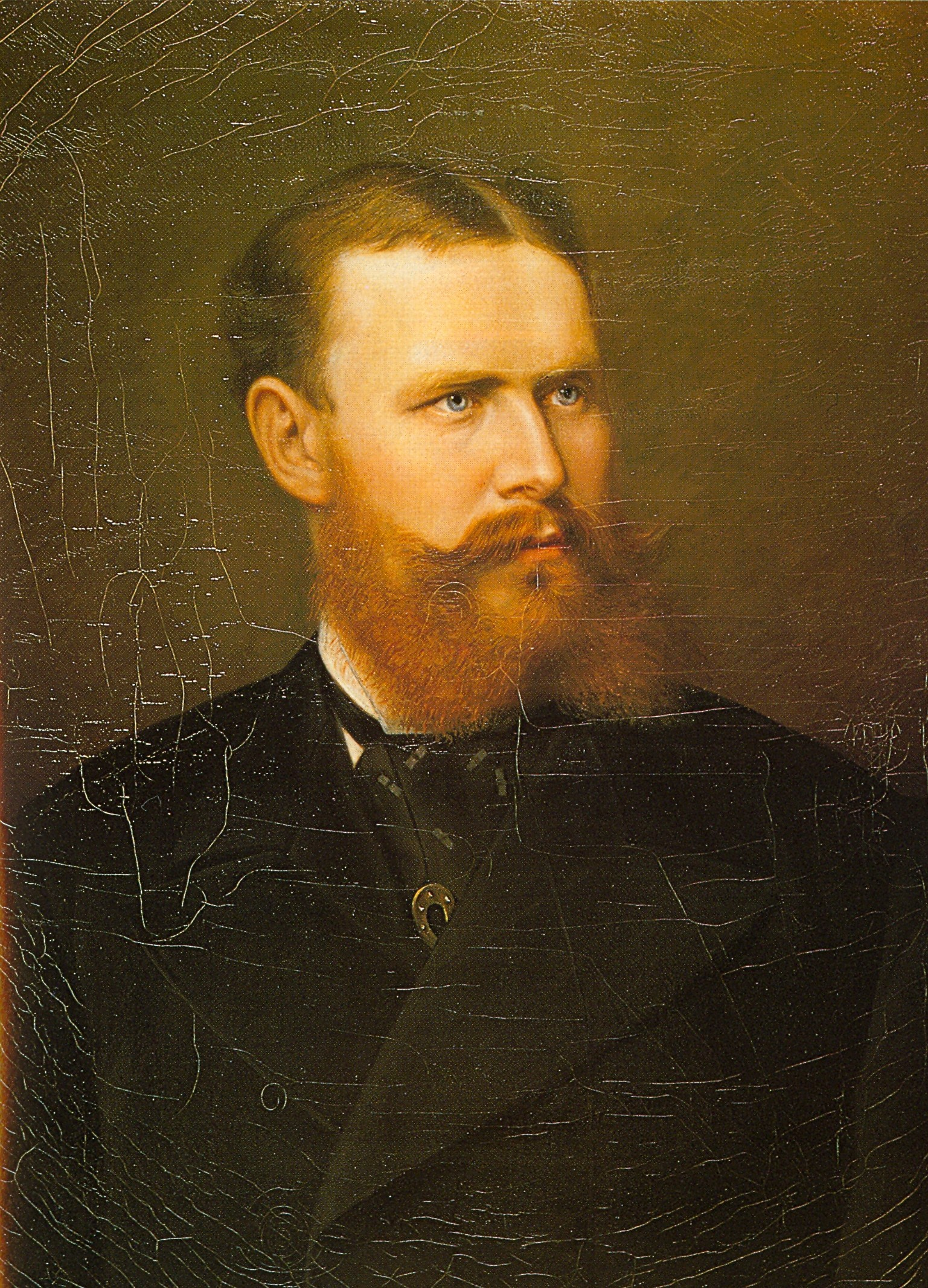
Prinz Wilhelm (1878, Gemälde von H. Michaelis)
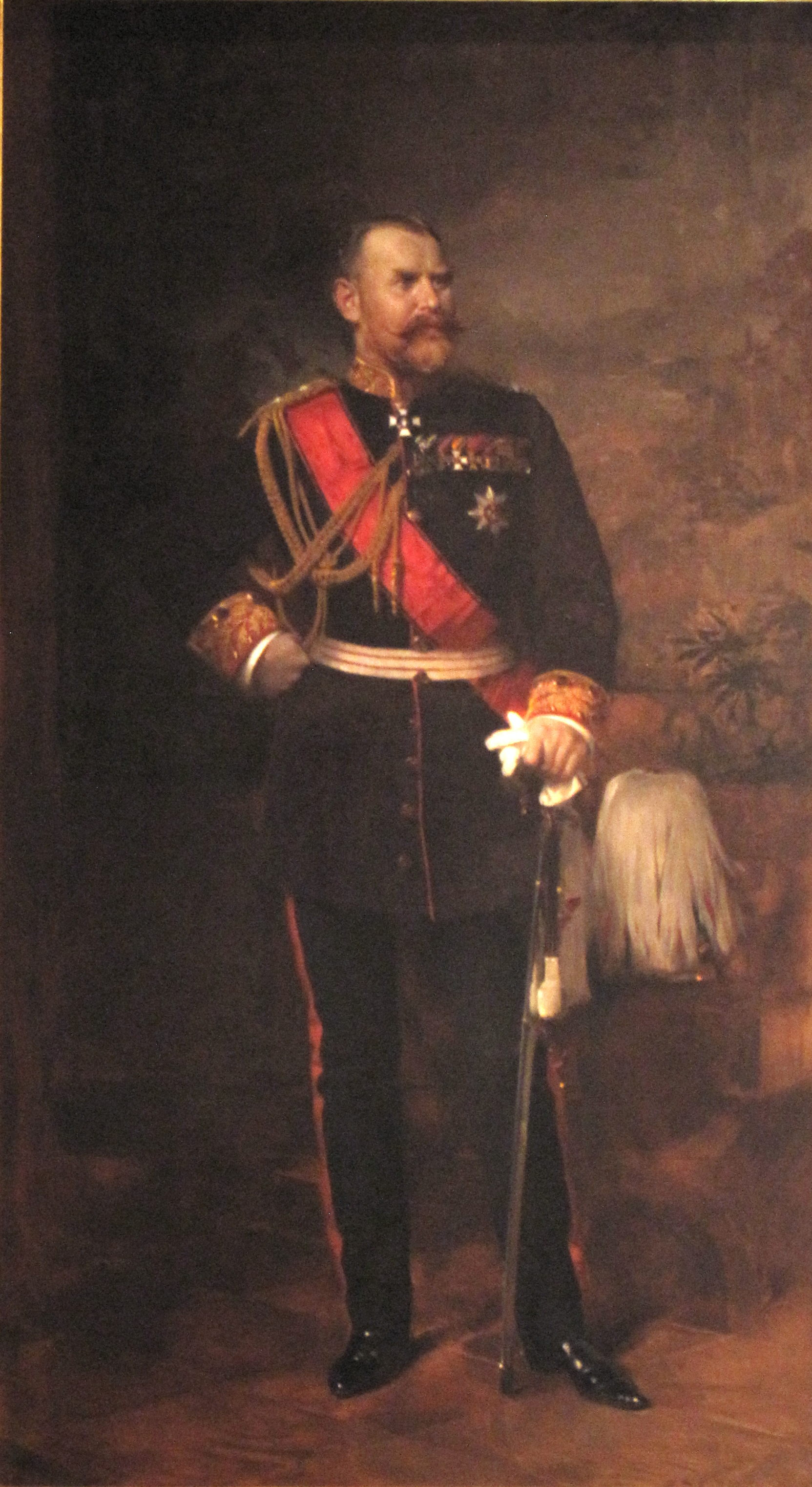
König Wilhelm II. (1896, Gemälde von Rudolph Huthsteiner)
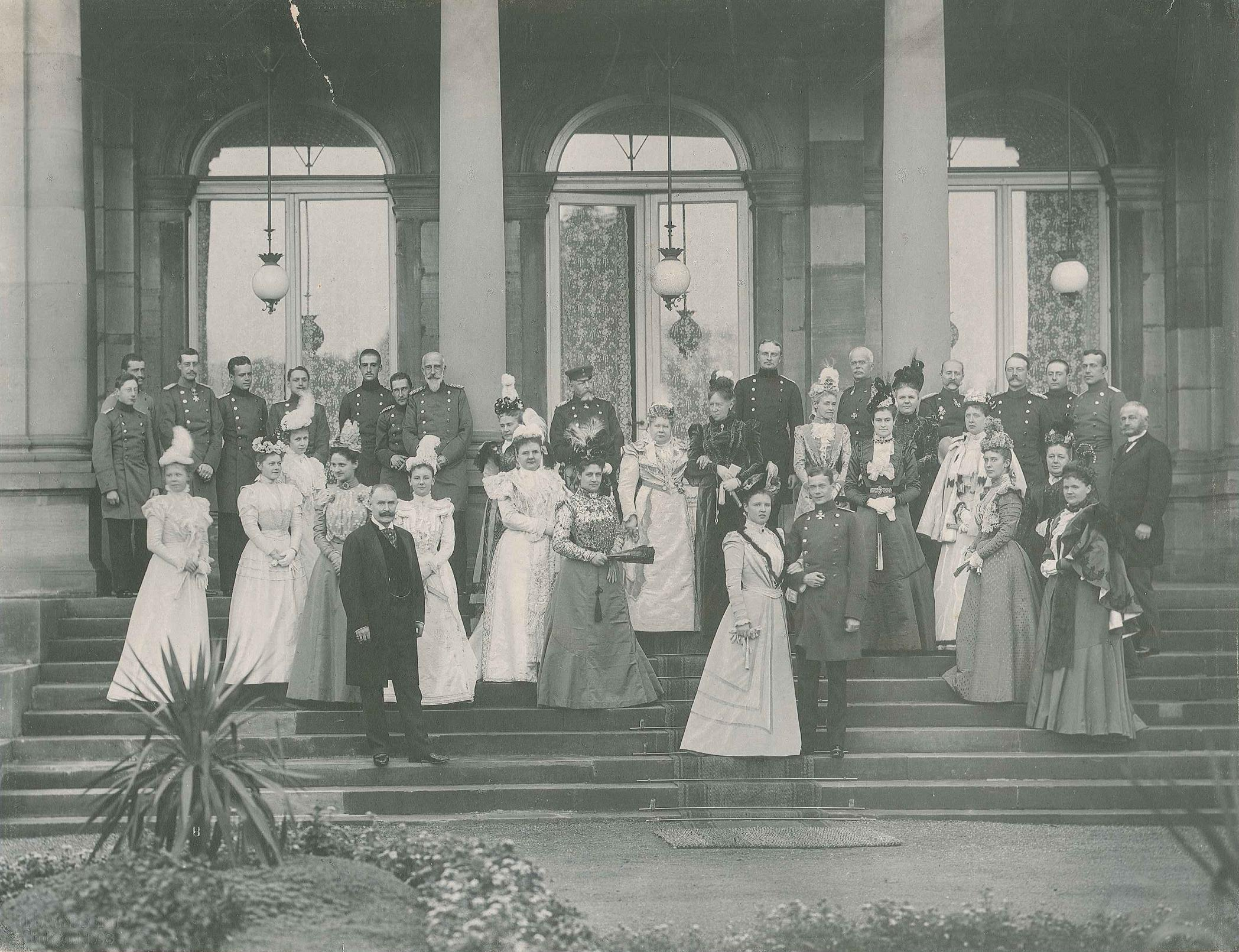
Vermählung Prinzessin Pauline mit Friedrich zu Wied (1898)
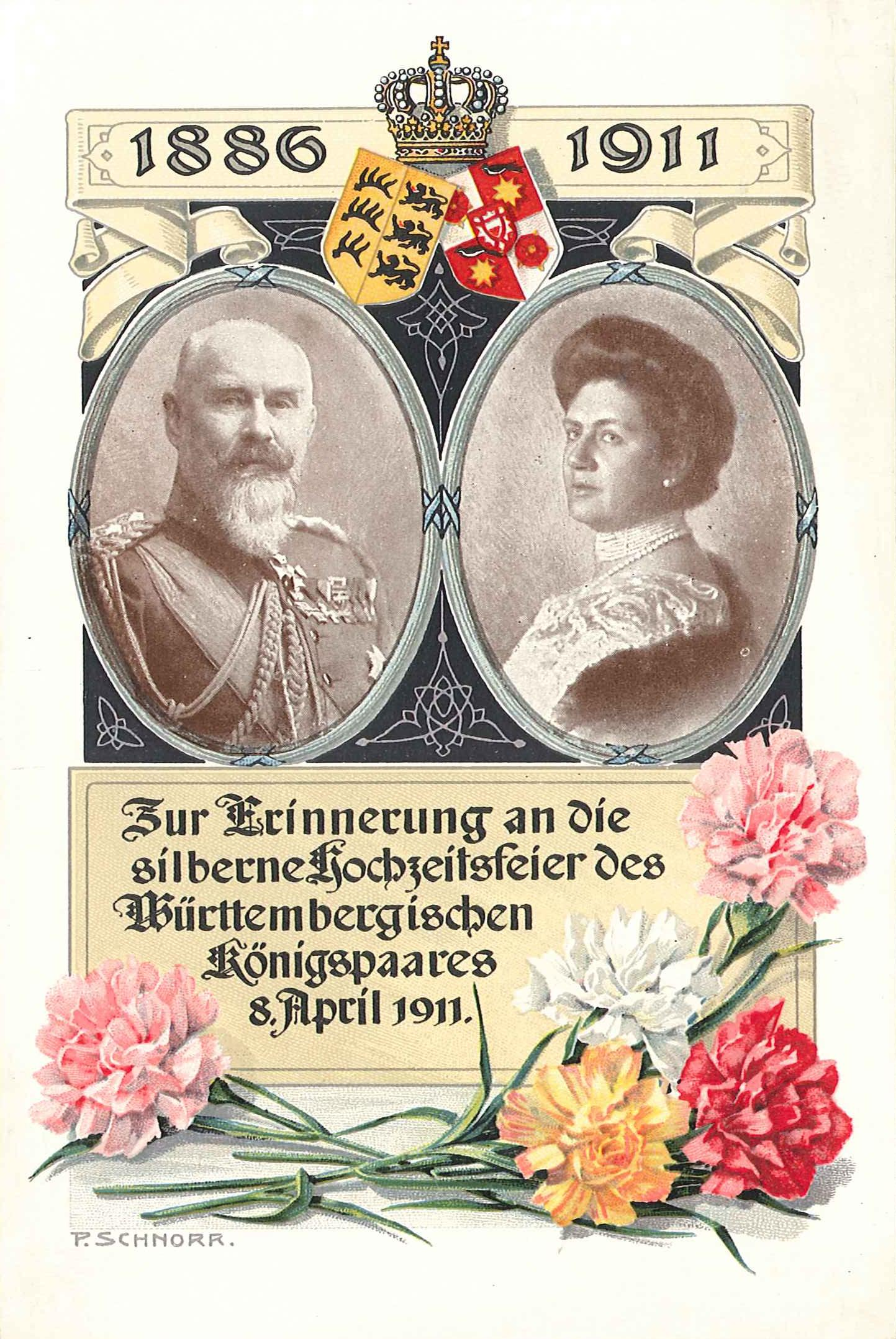
König Wilhelm II. und Königin Charlotte 1911 im Jahre ihrer Silberhochzeit
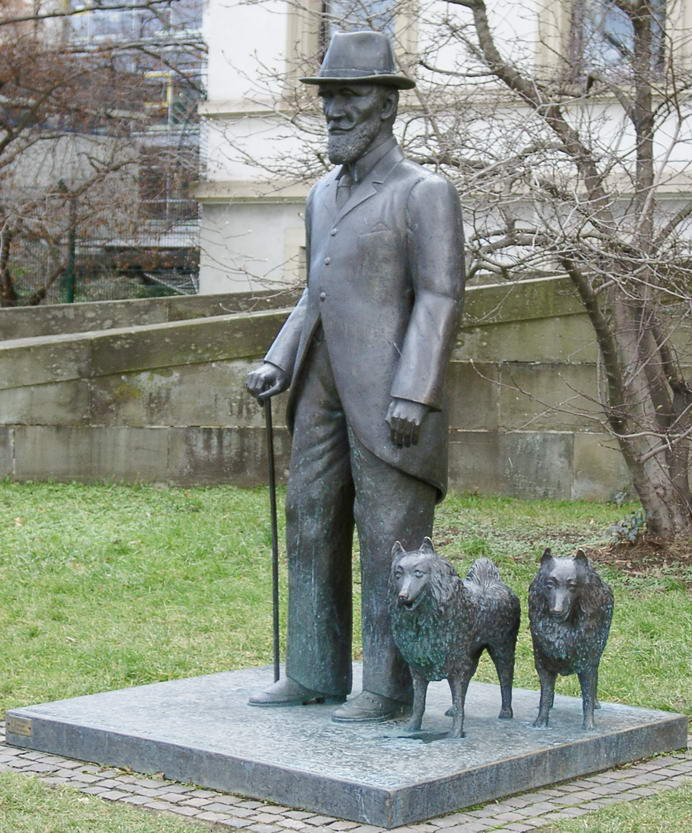
Bronzestandbild Wilhelms II. mit seinen Hunden vor dem Wilhelmspalais (Zimmerle, 1991)

## Vorfahren
| Ahnentafel König Wilhelm II. von Württemberg | Ahnentafel König Wilhelm II. von Württemberg                                                                             | Ahnentafel König Wilhelm II. von Württemberg                                                       | Ahnentafel König Wilhelm II. von Württemberg                                                                                     | Ahnentafel König Wilhelm II. von Württemberg                                                                          | Ahnentafel König Wilhelm II. von Württemberg                                                                             | Ahnentafel König Wilhelm II. von Württemberg                                                                  | Ahnentafel König Wilhelm II. von Württemberg                                                                             | Ahnentafel König Wilhelm II. von Württemberg                                                                   |
| -------------------------------------------- | --- | -------------------------------------------------------------------------------------------------- | --- | --- | --- | --- | --- | --- |
| Ururgroßeltern                               | Herzog Friedrich Eugen von Württemberg (1732–1797) ⚭ 1753 Friederike Dorothea Sophia von Brandenburg-Schwedt (1736–1798) | Herzog Karl Wilhelm Ferdinand von Braunschweig (1735–1806) ⚭ 1764 Augusta von Hannover (1737–1814) | Herzog Ernst Friedrich III. Carl von Sachsen-Hildburghausen (1727–1780) ⚭ 1758 Ernestine von Sachsen-Weimar-Eisenach (1740–1786) | Großherzog Karl zu Mecklenburg-Strelitz (1741–1816) ⚭ 1768 Friederike Caroline Luise von Hessen-Darmstadt (1752–1782) | Herzog Friedrich Eugen von Württemberg (1732–1797) ⚭ 1753 Friederike Dorothea Sophia von Brandenburg-Schwedt (1736–1798) | Herzog Karl Wilhelm Ferdinand von Braunschweig (1735–1806) ⚭ 1764 Augusta von Hannover (1737–1814)            | Herzog Friedrich Eugen von Württemberg (1732–1797) ⚭ 1753 Friederike Dorothea Sophia von Brandenburg-Schwedt (1736–1798) | Fürst Karl Christian von Nassau-Weilburg (1736–1798) ⚭ 1753 Wilhelmina Karolina von Oranien-Nassau (1736–1798) |
| Urgroßeltern                                 | König Friedrich (1754–1816) ⚭ 1780 Auguste Karoline von Braunschweig-Wolfenbüttel (1764–1788)                            | König Friedrich (1754–1816) ⚭ 1780 Auguste Karoline von Braunschweig-Wolfenbüttel (1764–1788)      | Herzog Friedrich von Sachsen-Hildburghausen (1763–1834) ⚭ 1785 Charlotte von Mecklenburg-Strelitz (1769–1818)                    | Herzog Friedrich von Sachsen-Hildburghausen (1763–1834) ⚭ 1785 Charlotte von Mecklenburg-Strelitz (1769–1818)         | König Friedrich von Württemberg (1754–1816) ⚭ 1780 Auguste Karoline von Braunschweig-Wolfenbüttel (1764–1788)            | König Friedrich von Württemberg (1754–1816) ⚭ 1780 Auguste Karoline von Braunschweig-Wolfenbüttel (1764–1788) | Prinz Ludwig von Württemberg (1756–1817) ⚭ 1797 Henriette von Nassau-Weilburg (1780–1857)                                | Prinz Ludwig von Württemberg (1756–1817) ⚭ 1797 Henriette von Nassau-Weilburg (1780–1857)                      |
| Großeltern                                   | Prinz Paul von Württemberg (1785–1852) ⚭ 1805 Charlotte von Sachsen-Hildburghausen (1787–1847)                           | Prinz Paul von Württemberg (1785–1852) ⚭ 1805 Charlotte von Sachsen-Hildburghausen (1787–1847)     | Prinz Paul von Württemberg (1785–1852) ⚭ 1805 Charlotte von Sachsen-Hildburghausen (1787–1847)                                   | Prinz Paul von Württemberg (1785–1852) ⚭ 1805 Charlotte von Sachsen-Hildburghausen (1787–1847)                        | König Wilhelm I. von Württemberg (1781–1864) ⚭ 1840 Pauline von Württemberg (1800–1873)                                  | König Wilhelm I. von Württemberg (1781–1864) ⚭ 1840 Pauline von Württemberg (1800–1873)                       | König Wilhelm I. von Württemberg (1781–1864) ⚭ 1840 Pauline von Württemberg (1800–1873)                                  | König Wilhelm I. von Württemberg (1781–1864) ⚭ 1840 Pauline von Württemberg (1800–1873)                        |
| Eltern                                       | Prinz Friedrich von Württemberg (1808–1870) ⚭ 1845 Katharina von Württemberg (1821–1898)                                 | Prinz Friedrich von Württemberg (1808–1870) ⚭ 1845 Katharina von Württemberg (1821–1898)           | Prinz Friedrich von Württemberg (1808–1870) ⚭ 1845 Katharina von Württemberg (1821–1898)                                         | Prinz Friedrich von Württemberg (1808–1870) ⚭ 1845 Katharina von Württemberg (1821–1898)                              | Prinz Friedrich von Württemberg (1808–1870) ⚭ 1845 Katharina von Württemberg (1821–1898)                                 | Prinz Friedrich von Württemberg (1808–1870) ⚭ 1845 Katharina von Württemberg (1821–1898)                      | Prinz Friedrich von Württemberg (1808–1870) ⚭ 1845 Katharina von Württemberg (1821–1898)                                 | Prinz Friedrich von Württemberg (1808–1870) ⚭ 1845 Katharina von Württemberg (1821–1898)                       |
| König Wilhelm II. (1848–1921)                | | | | | | | | |

In der Generation seiner Urgroßeltern hatte Wilhelm nur sechs statt theoretisch acht verschiedener Vorfahren, von denen zwei von Herzog Friedrich Eugen von Württemberg abstammten. In der der Ururgroßeltern hatte er nur zehn statt theoretisch 16 verschiedener Vorfahren. Wilhelm II. ist damit ein Beispiel für den Ahnenverlust im europäischen Hochadel.

## Ehrungen
- 1877 Dr. jur. h. c. der Universität Tübingen
- 1885 Ehrenritter des Johanniterordens[15]
- 1892 Ritter des spanischen Ordens vom Goldenen Vlies
- 1899 Schacht König Wilhelm II., Salzbergwerk Bad Friedrichshall
- 1904 Ritter des Hosenbandordens, 1915 wegen Kriegsfeindschaft annulliert
- 1914 König-Wilhelms-Turm, heute Rinkenturm bei Baiersbronn im Schwarzwald
- Letzter Regimentsinhaber des k.u.k. Husarenregiments „Wilhelm II. König von Württemberg“ Nr. 6
- 1916 Dr. theol. h. c. der Technischen Hochschule Stuttgart aus Anlass der 25-jährigen Regierungsjubiläums
- 1916 Dr. Ing. h. c. der Technischen Hochschule Stuttgart